# Козорожець зерновусий
Козорожець зерновусий (Aegosoma scabricornis (Scopoli, 1763) — вид жуків з родини Скрипунові.

## Поширення
Козорожець зерновусий належить до групи європейських видів у складі європейського зоогеографічного комплексу і поширений в Європі, західній Росії, на Кавказі.
В Україні Козорожець зерновусий трапляється головно у південній частині — степу і лісостепу, і дуже спорадично у лісовій зоні. У Карпатах трапляється у західних перед- і низькогір'ях Закарпаття. У гірській частині вид — невідомий.

## Екологія

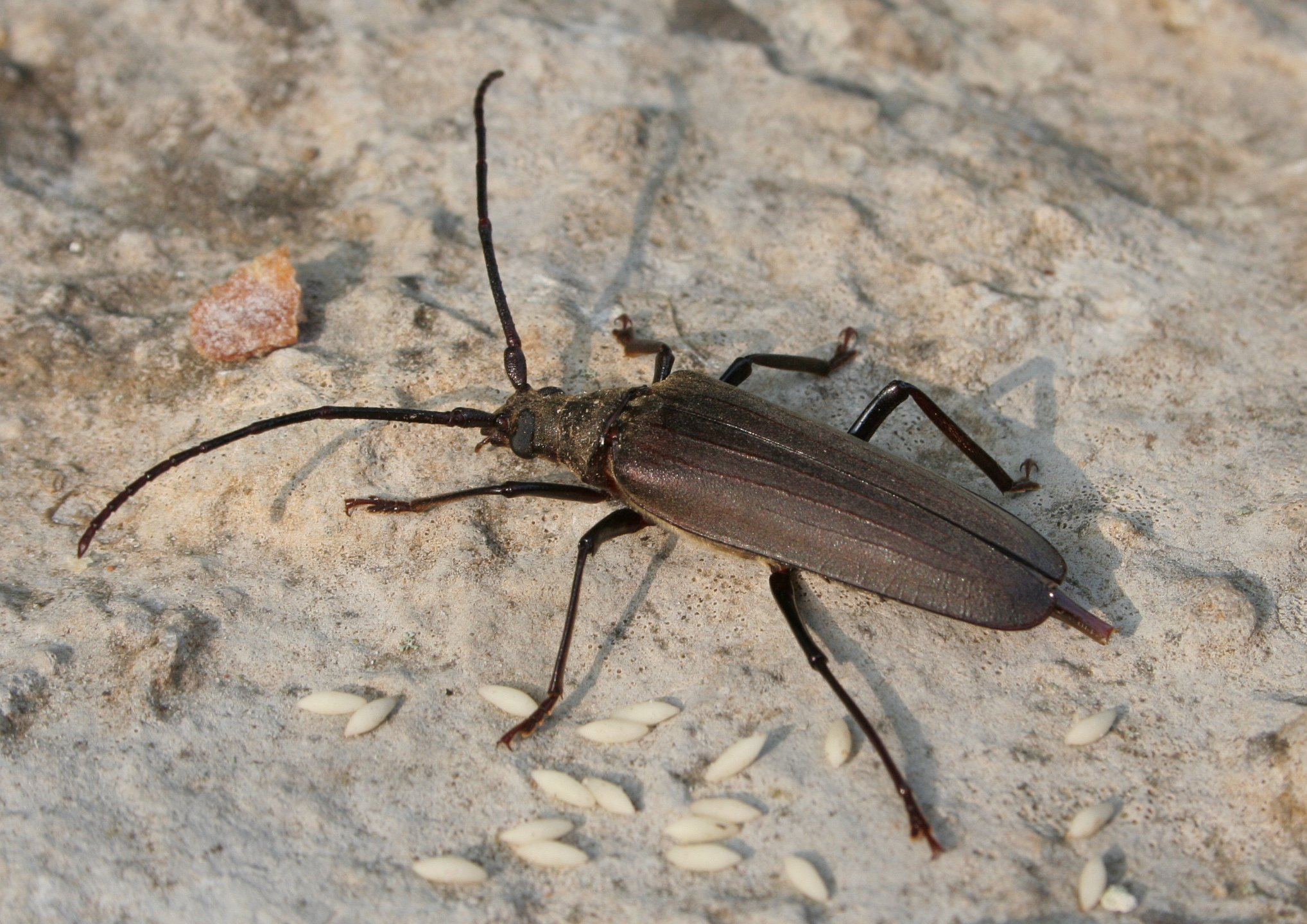
Самка Вусача-меґопа зерновусого з відкладеними яйцями

Як і інші види Прионін, Козорожець зерновусий приурочений до листяних лісів, часто заселяє лісосмуги і плантації тополь, у деревині яких розвивається личинка. у Літ відбувається в червні-серпні. Комахи активні в присмерку, часто летять на світло. Дорослі комахи не живляться.

## Морфологія
Тіло Козорожець зерновусий, в порівнянні з іншими Фрузевими, сильно видовжене, розміром 30-50 мм, в зернистій скульптурі, вкрите дрібними жовто-сірими волосками. Передньоспинка із суцільним, іноді дрібно зазубреним, заокругленим бічним краєм. Вусики довгі, часто довші за тіло, їх третій членик надзвичайно довгий і досягає аж основи надкриль.

## Життєвий цикл
Личинки розвиваються у деревині листяних. Розвиток триває від 2-х до 4-х років, залежно від зовнішніх умов.